# سيرك اموك

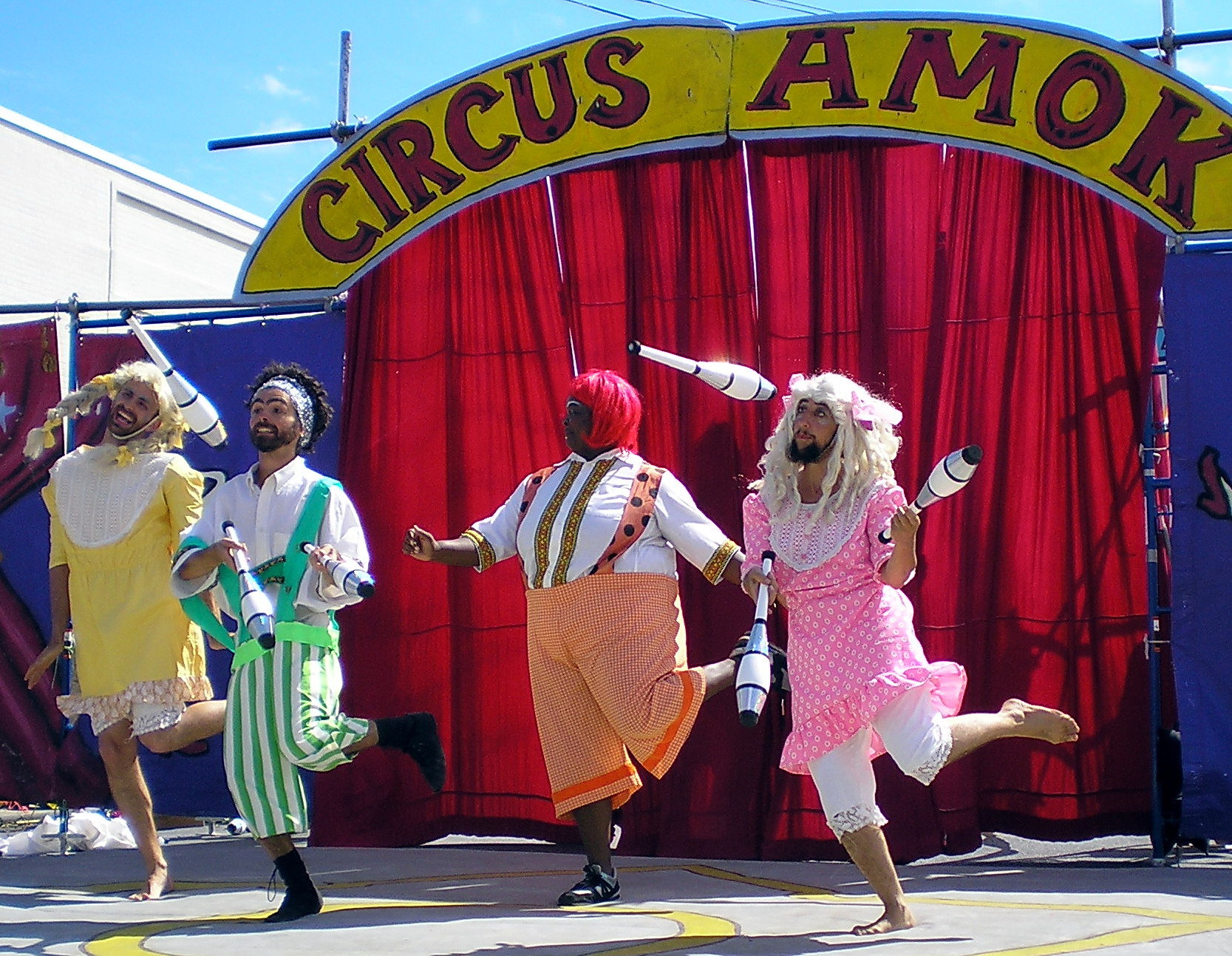
المهرجين (بما في ذلك جنيفر ميلر) ألعاب الخفة في سيرك اموك في عام 2006.

سيرك اموك (بالأنجليزية:Circus Amok) مقره-مدينة نيويورك عبارة عن سيرك مسرحي ينتج العروض في الهواء الطلق مجاناً كل عام في حدائق مدينة نيويورك. تأسس في عام 1989 من قبل فنانة الأداء جنيفر ميلر، والتي تدير الشركة، بدأت الفرقة بجولة سنوية في حدائق المدينة في عام 1994.
تؤدي الشركة في حدائق أحياء صغيرة وساحات ويل-ترافل العامة في بروكلين، برونكس، مانهاتن وكوينز.
تتناول عروض سيرك اموك مختلف المواضيع السياسية وقضايا العدالة الاجتماعية، والتي في السنوات الأخيرة شملت السكن والرعاية الصحية، التحسين، زواج المثليين، والهجرة، وزارة الأمن الداخلي، وحشية الشرطة، والتعليم العام.

## التاريخ
بدأ سيرك اموك بأحد العروض في P. S. 122 في عام 1989 وبدأوا بتطوير الأداء في الهواء الطلق مجاناً منذ عام 1994. وأصبح لديهم جولة منتظمة في الحدائق العامة في مانهاتن، بروكلين، كوينز، برونكس منذ ذلك الحين.
العروض الماضية:
- عرض الأوزون (1989)
- جواسيس الولايات المتحدة (1990)
- عرض البقاء (1991)
- أنا أنت، قصة تحت المهاد (1992)
- نيويورك: تحت الأرض (1994)
- نيويورك: تحت الأرض  الجزء الثاني (1995)
- $$$ مال اموك $$$ (1996)
- نوعية الحياة (1998)
- نوعية الحياة الجزء الثاني (1999)
- تعال وانظر لنفسك! (2000)
- عرض الطب (2001)
- جولة المشي التجريبية (2002)
- الوطن * الأرض * الأمن (2003)
- عرض العودة إلى المدرسة (2004)
- الأميرة!: ذيل المدينة المفقودة (2005)
- المواطن * السفينة (2006)
- بيدازليد! (2007)
- سوب-برايم سامية (2008)
- مو (2012)
- في مفترق الطرق (2014)

## وصلات خارجية
- Official Website
- Village Voice article, July 8–14, 1998
- New York Times Video